# BYD e6

El BYD e6 es un automóvil eléctrico de 5 plazas hatchback fabricado en China por BYD Auto. 
El modelo vio la luz en 2009 en China y en su origen solo se comercializó para uso en el transporte privado de pasajeros (se destinaron 40 unidades a la flota de Taxis de Shenzhen). La venta al público chino en general empezó en octubre de 2010. 
Tiene un motor eléctrico que le proporciona una potencia de 90 kW (122 CV). La velocidad máxima es de 140 km/h, acelera de 0 a 100 km/h en 14 segundos y la batería de polímero de litio de 61 kWh le proporciona una autonomía de 204 km para los modelos hasta el 2015 y de 301 km a partir del modelo 2016 (batería 80 kWh)

## Especificaciones

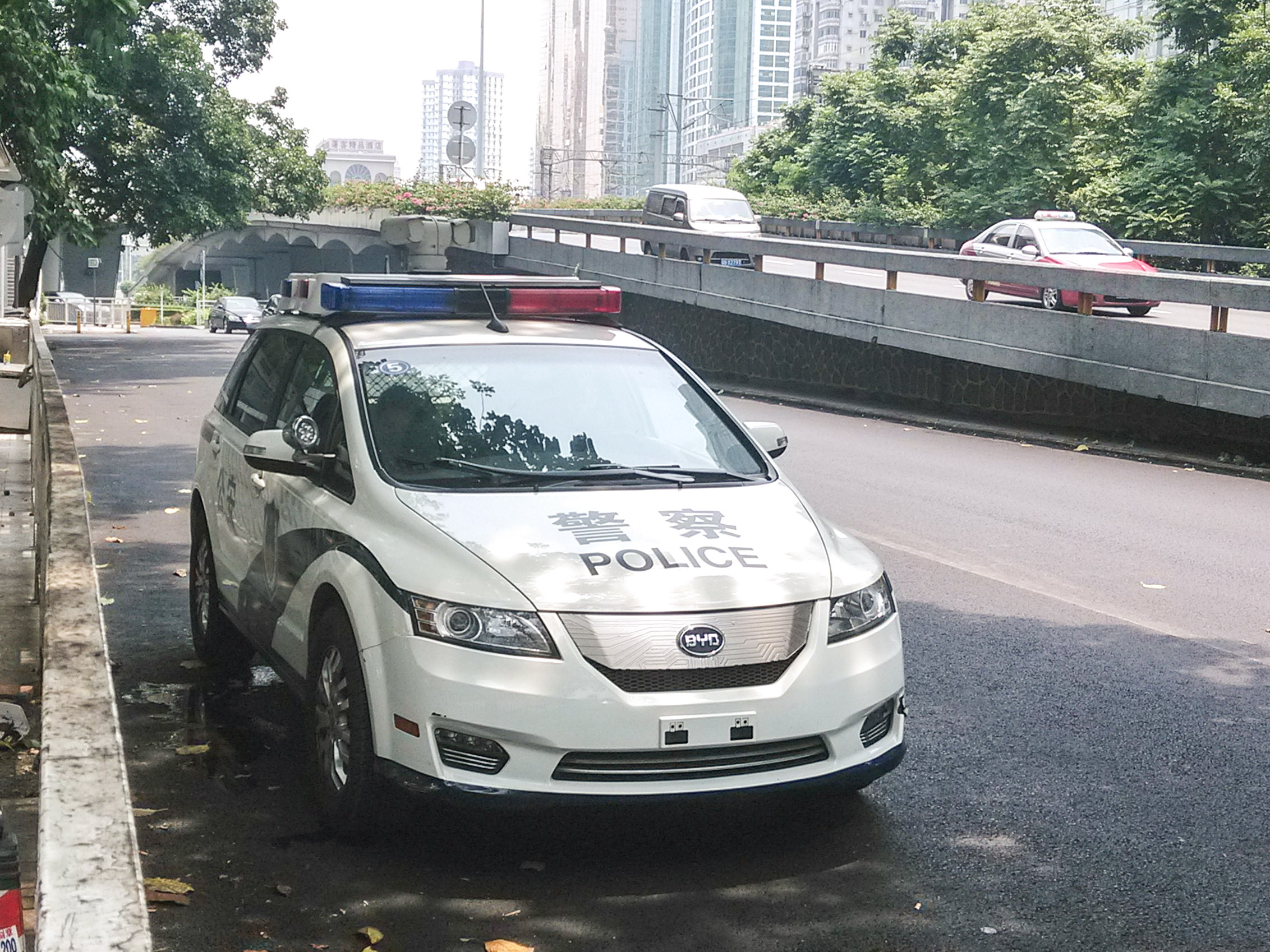
Como coche policial en China.

Potencia motor eléctrico: 90 kW (122 CV)
Par motor máximo 450 N·m
Velocidad máxima: 140 km/h
Autonomía: De 204 km (2010/2015) a 300 km (desde 2016)
Frenos delanteros: Discos ventilados
Frenos traseros: Discos
Peso: 2380 kg.
Neumáticos: 235/65 R17
Radio de giro: 6 m.
Maletero: 450 litros.
En 2015 el precio era de 45 400 euros más impuestos. Al precio total habría que descontar las ayudas estatales y autonómicas.

## Seguridad
De serie:
6 airbags
Control de estabilidad ESP
Potenciador de frenada EBD

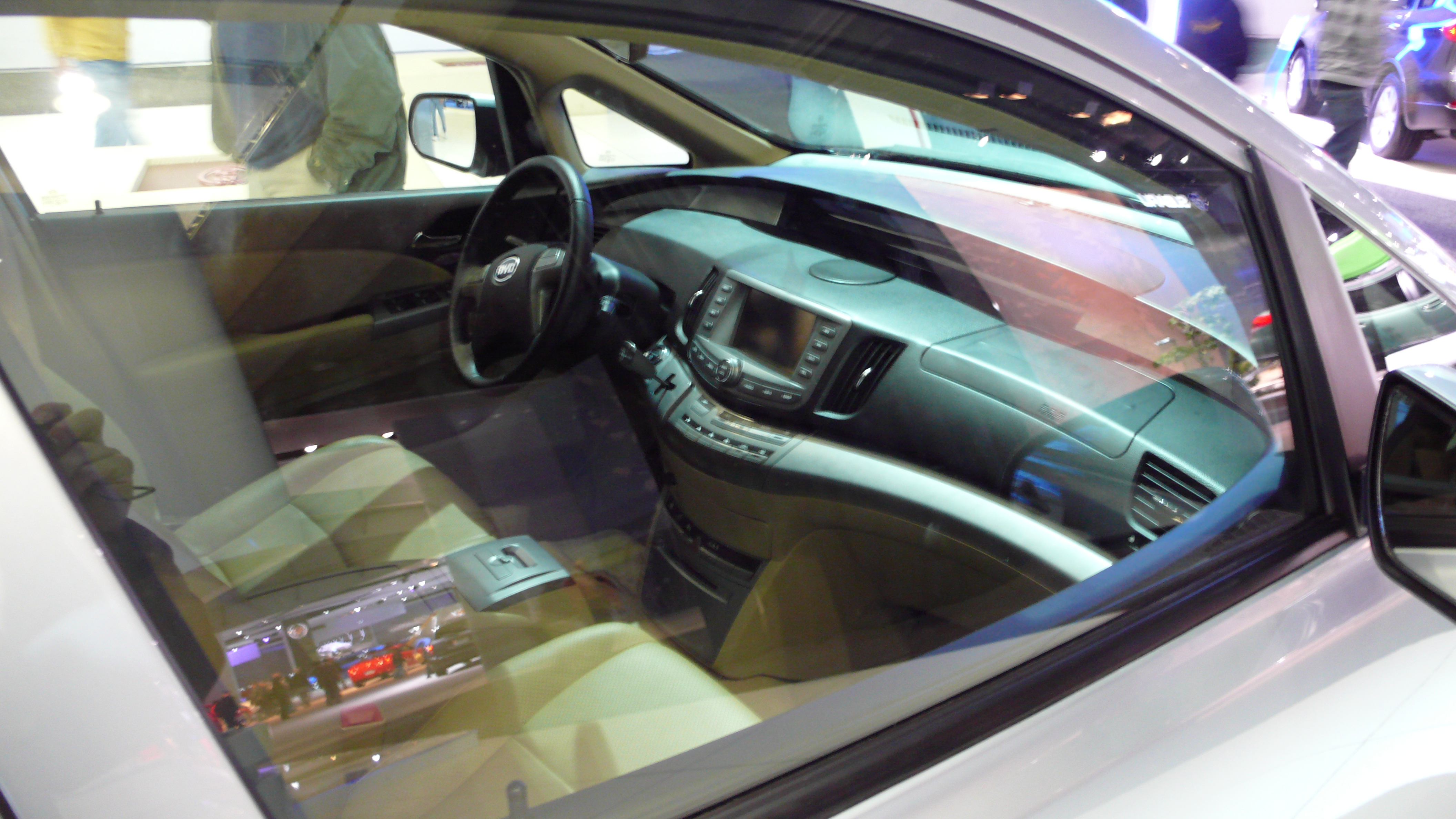
Interior del BYD e6.

Cinturones delanteros con pretensor y limitador de fuerza

## Prestaciones

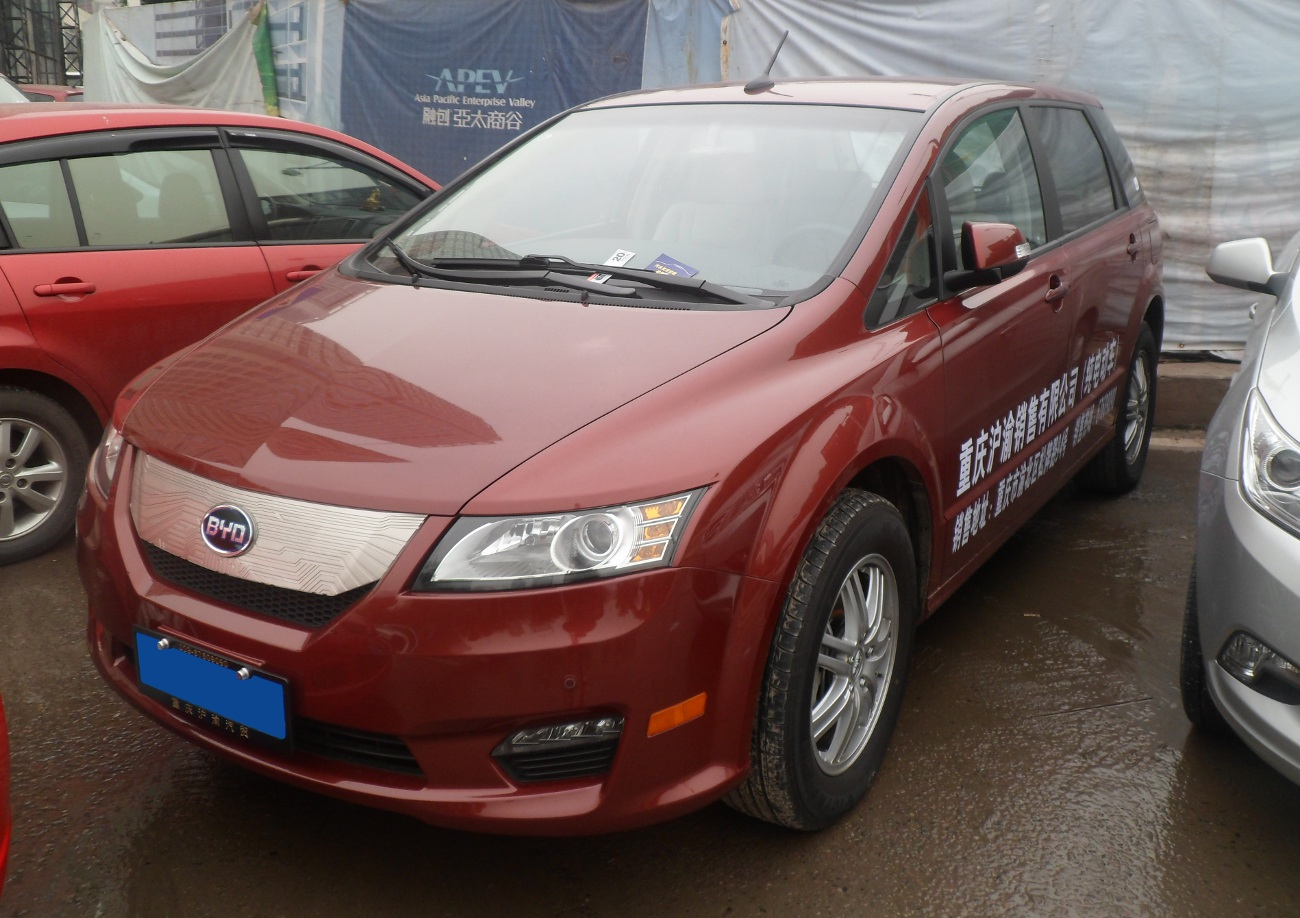
BYD e6 en China.

Aceleración de 0 a 60 km/h: 7,7 segundos.
Aceleración de 0 a 100 km/h: 14 segundos.

## Recarga

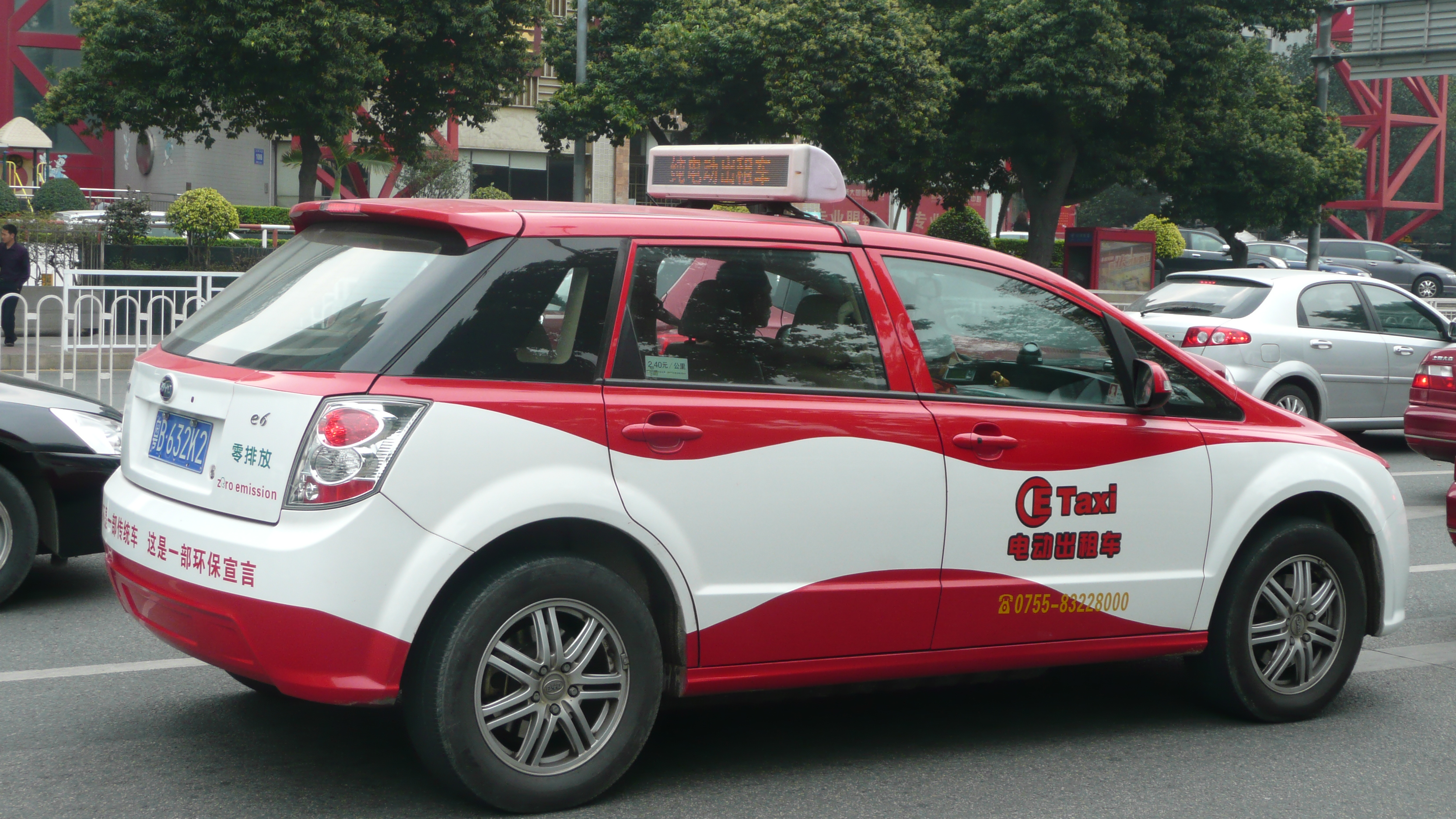
Como taxi en Shenzhen, China.

A 10 kW en un cargador externo doméstico (monofásica 32 A): 4 horas y 30 minutos
En un punto de recarga rápida (380 V, trifásica, 63 A): 2 horas
En España usa un conector tipo Mennekes para la recarga tipo 2 modo 3.
En Estados Unidos usa un conector IEC62196-2.
Dispone de 3 modos de carga y recarga:
- Carga del vehículo desde la red eléctrica.

- Carga del vehículo desde otro vehículo eléctrico en el caso de que uno se haya quedado sin batería.

- Suministro de electricidad desde el vehículo a un hogar de hasta 15 kW de potencia, siempre que esté desconectado de la red eléctrica.[1]

## Batería
En el suelo del vehículo dispone de una batería de litio-ferrofosfato (Lithium-iron Phosphate Battery)
Inicialmente, tenía una capacidad de 61 kWh.
En 2016, aumentaron sus prestaciones, ofreciéndolo con una batería de 80 kWh y una autonomía de 301 km WLTP.
BYD garantiza que después de 4000 ciclos de carga completa, la batería mantendrá el 80% de la capacidad.

## Autonomía

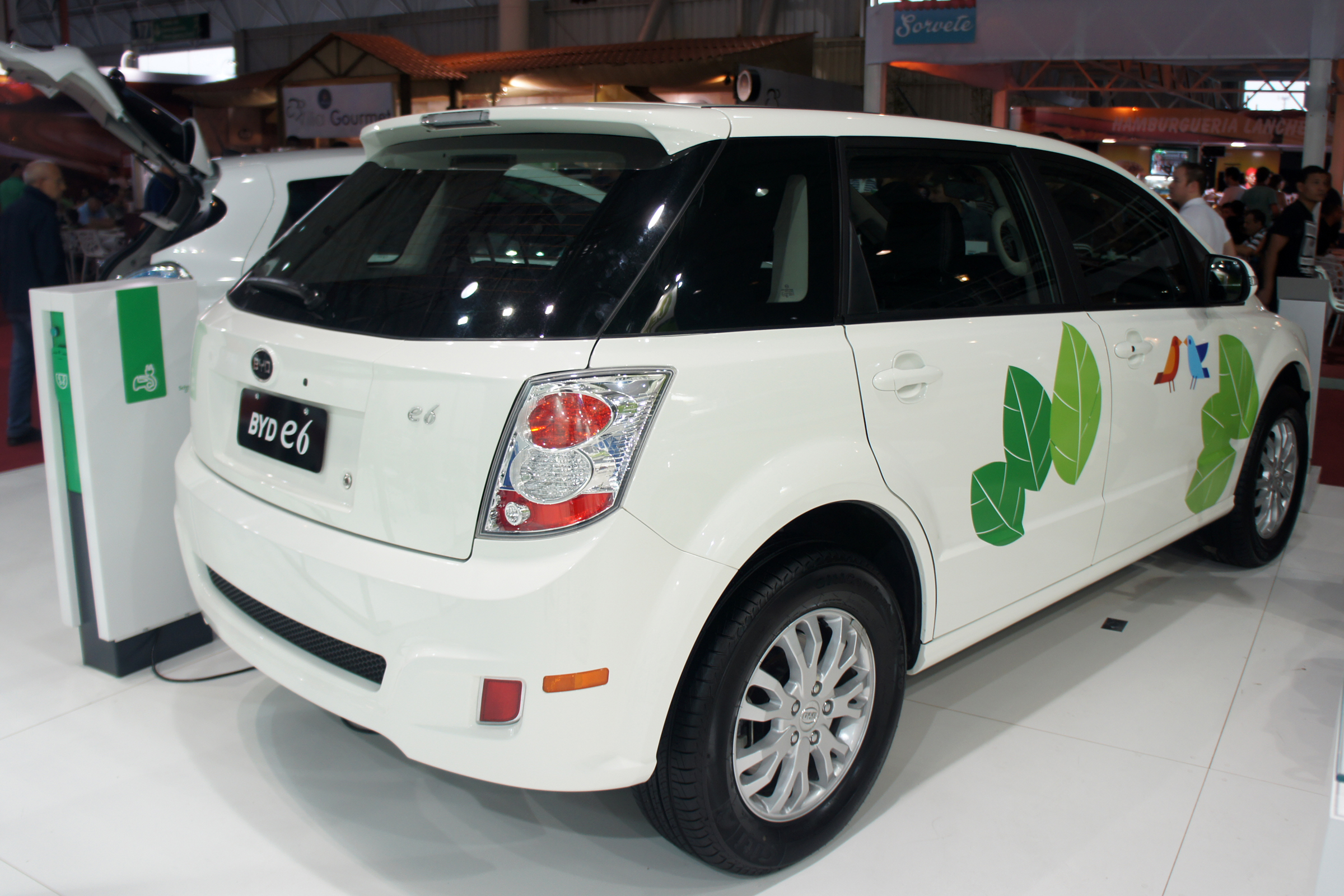
BYD e6.

La EPA calcula una autonomía de 127 millas (204 km).
En el modelo 2016 de 80 kWh su autonomía EPA pasó a ser de 187 millas o 301 km.
La autonomía depende de la forma de conducción, las subidas y bajadas, el uso de la calefacción y el aire acondicionado.

## Garantía
El vehículo tiene una garantía en España de 5 años o 500000 km.
BYD garantiza que después de 4000 ciclos de carga completa la batería mantendrá el 80% de la capacidad.

## Mantenimiento
Los mantenimientos se realizan cada 20000 km y son más económicos que los de un coche de gasolina porque no hay cambiar aceites, correas ni bujías.